# Anejom
L’anejom (ou aneityum, autonyme : anejom̃) est une langue austronésienne parlée dans l'île d'Aneityum (Anatom), située dans le Sud du Vanuatu. Il appartient à la branche océanienne des langues austronésiennes.

## Classification
L'anejom, comme le lenakel, est l'une des langues de Tanna, un des sous-groupes de la famille Vanuatu du Sud. Dans la classification établie par Lynch, Ross et Crowley (2002), ces langues sont elles-mêmes un sous-groupe de l'éfaté du Sud-mélanésien du Sud qui est rattaché aux langues océaniennes du Sud. Celles-ci font partie des langues océaniennes centrales-orientales.

## Phonologie
Les tableaux présentent la phonologie de l'anejom.

### Voyelles
|         | Antérieure | Centrale | Postérieure |
| ------- | ---------- | -------- | ----------- |
| Fermée  | i [i]      |          | u [u]       |
| Moyenne | e [e]      |          | o [o]       |
| Ouverte |            | a [a]    |             |

### Consonnes
|              |                | Bilabiales | Dentales | Alvéolaires | Alvéolaires | Dorsales | Dorsales | Glottales |
| Centrales    | Latérales      | Bilabiales | Dentales | Palatales   | Vélaires    |          |          | Glottales |
| ------------ | -------------- | ---------- | -------- | ----------- | ----------- | -------- | -------- | --------- |
| Occlusives   | Sourde         | p [p]      |          | t [t]       |             |          | k [k]    |           |
| Occlusives   | Labiovélarisée | p̃ [pʷ]     |          |             |             |          |          |           |
| Affriquée    | Affriquée      |            |          |             |             | j [t͡ʃ]   |          |           |
| Fricative    | Sourde         | f [f]      | d [θ]    | s [s]       |             |          |          | h [h]     |
| Fricative    | Sonore         | v [v]      |          |             |             |          | c [ɣ]    |           |
| Nasale       | Simples        | m [m]      |          | n [n]       |             | ñ [ɲ]    | g [ŋ]    |           |
| Nasale       | Labialisée     | m̃ [mʷ]     |          |             |             |          |          |           |
| Liquide      | Liquide        |            |          | r [r]       | l [l]       |          |          |           |
| Semi-voyelle | Semi-voyelle   | w [w]      |          |             |             | y [j]    |          |           |

## Sources
- (en) John Lynch, « Liquid Palatalization in Southern Vanuatu », Oceanic Linguistics, vol. 35, no 1,‎ 1996, p. 77–95
- (en) John Lynch, A grammar of Anejom̃, Pacific Linguistics, Research School of Pacific and Asian Studies, The Australian National University, 2000 (DOI 10.15144/PL-507 , lire en ligne )
- (en) John Lynch, Malcolm Ross et Terry Crowley, « A grammar sketch of Anejom », dans The Oceanic Languages, Richmond, Curzon Press, coll. « Curzon Language Family Series », 2002, 924 p. (ISBN 978-0-7007-1128-4, présentation en ligne)